# Hétérochromie
Ne doit pas être confondu avec Hétérochronie.
 (septembre 2017).
L'hétérochromie est une différence ou variation de couleur entre l'iris des deux yeux (heterochromia iridis) ou entre des parties d'un même iris (heterochromia iridum). Plusieurs types d'hétérochromie existent comme l'hétérochromie centrale, où l'iris central a une couleur différente du reste. Elle peut n'être localisée que sur un des deux yeux. 
Elle a souvent une origine génétique, le plus souvent bénigne, ou bien en tant qu'élément accompagnateur de certains syndromes (tels que celui d'un signe dans le syndrome de Waardenburg) mais peut résulter aussi de diverses pathologies dont des tumeurs ou blessures à l'œil.
La couleur de l'iris étant majoritairement due à la concentration en mélanine à l'endroit considéré, tout facteur modifiant cette concentration engendre une hétérochromie (ce facteur étant localisé en un secteur pour heterochromia iridum et propre à chaque œil pour heterochromia iridis).
Il existe plusieurs types d'hétérochromie :
- l’hétérochromie complète/irienne/bilatérale (heterochromia iridis) : deux iris de couleur différente, comme un œil marron et un oeil bleu. Ce sont les yeux « vairons » (par analogie avec la fourrure du vair) au sens propre du terme et également la forme la plus connue auprès du public ;
- l’hétérochromie partielle/iridis/unilatérale (heterochromia iridum) : présence de différentes couleurs au sein d’un même iris, comme un œil vert avec une zone de couleur légèrement plus claire/foncée. Cette hétérochromie est plus fréquente et on distingue : 
  - l'hétérochromie partielle centrale: l’iris est entouré d’un « anneau » de couleur distincte, comme le blanc (les différences de couleur à l'intérieur du même œil, si les contours en sont bien marqués, sont désignées par le terme de « dragon »[réf. nécessaire]) ;
  - l'hétérochromie partielle sectorielle: l'iris présente une « tache » non circulaire de couleur distincte.

On peut donc rencontrer, même si c'est rare, des cas d'hétérochromie à la fois partielle et complète, donc de trois couleurs différentes (par exemple: un œil bleu, et l’autre oeil vert avec une partie marron).
Le terme « pers » est parfois utilisé pour parler des yeux vairons, or il désigne proprement une couleur proche du bleu. Le terme dans sa globalité vient du Grec ancien ἕτερος, héteros « différent » et χρῶμα, chrôma « couleur ». La confusion vient de ce que cette couleur proche du bleu est intermédiaire avec le vert, comme certains yeux présentant une hétérochromie unilatérale présentent les deux couleurs, séparées.
Le terme hétérochromie, même s'il est le plus souvent utilisé pour décrire les différences de couleur des yeux en premier lieu dans l'esprit collectif, est également parfois et plus rarement appliqué concernant les variations de couleur des cheveux ou même de la peau.

## Contexte

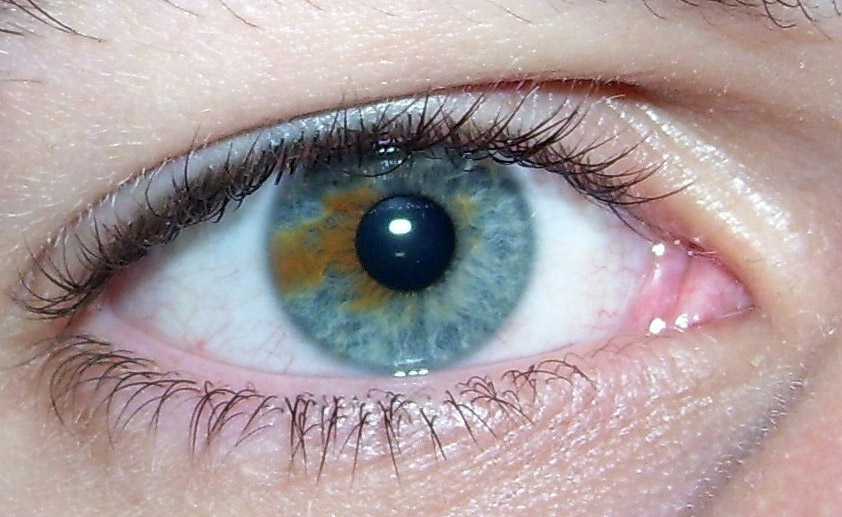
Hétérochromie partielle sectorielle sur le même iris (heterochromia iridum).
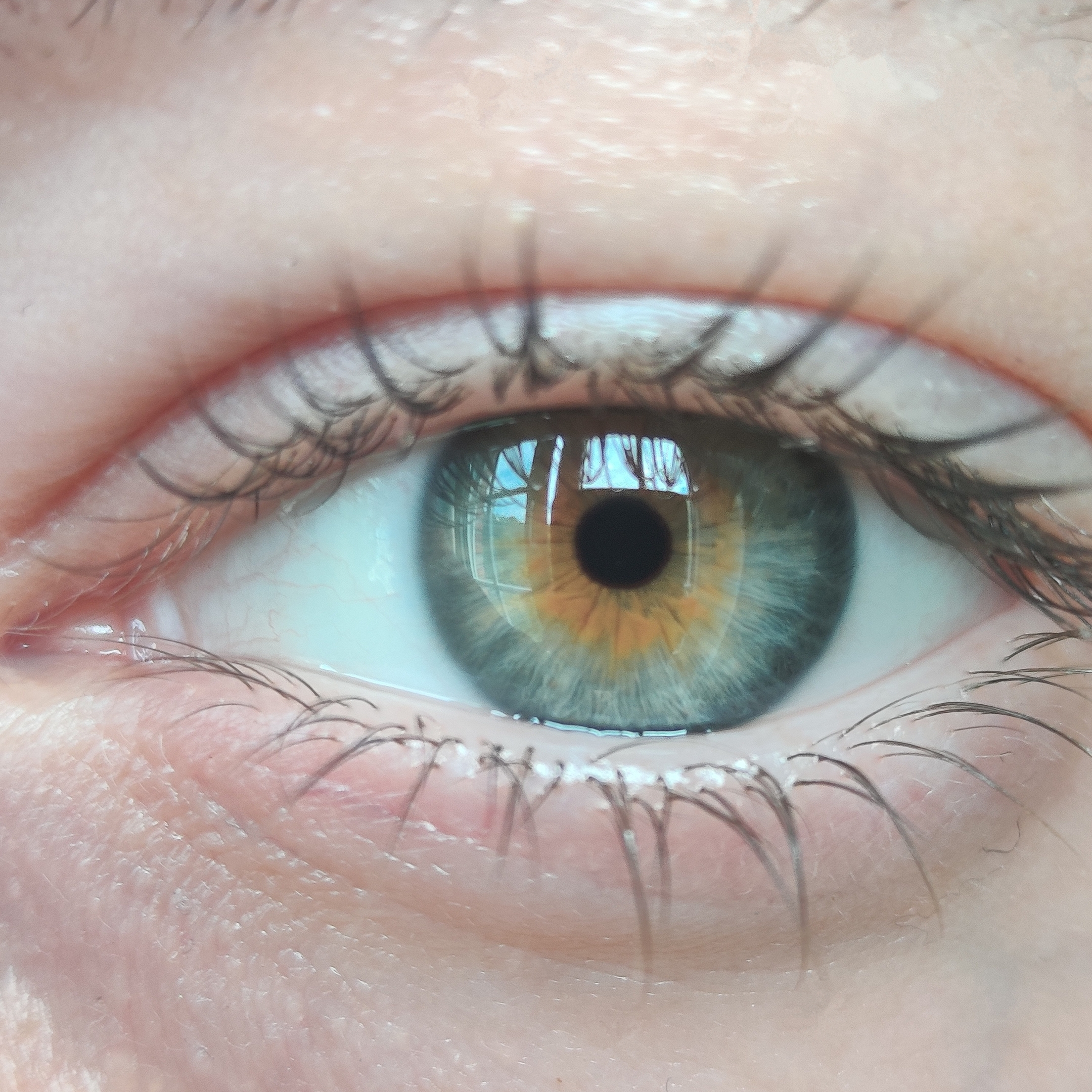
Hétérochromie partielle centrale autour de la pupille (heterochromia centrum).
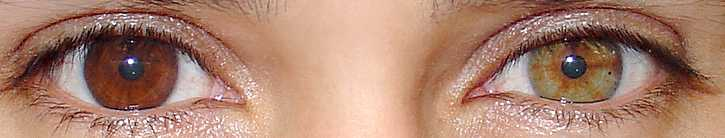
Hétérochromie complète entre les deux iris (heterochromia iridis).
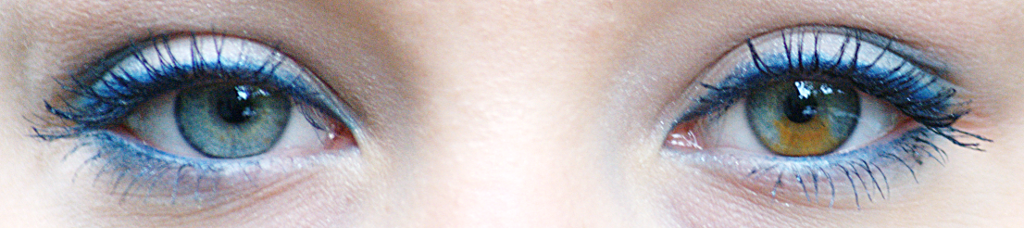
Hétérochromie partielle (segmental heterochromia) sur l'œil gauche ?
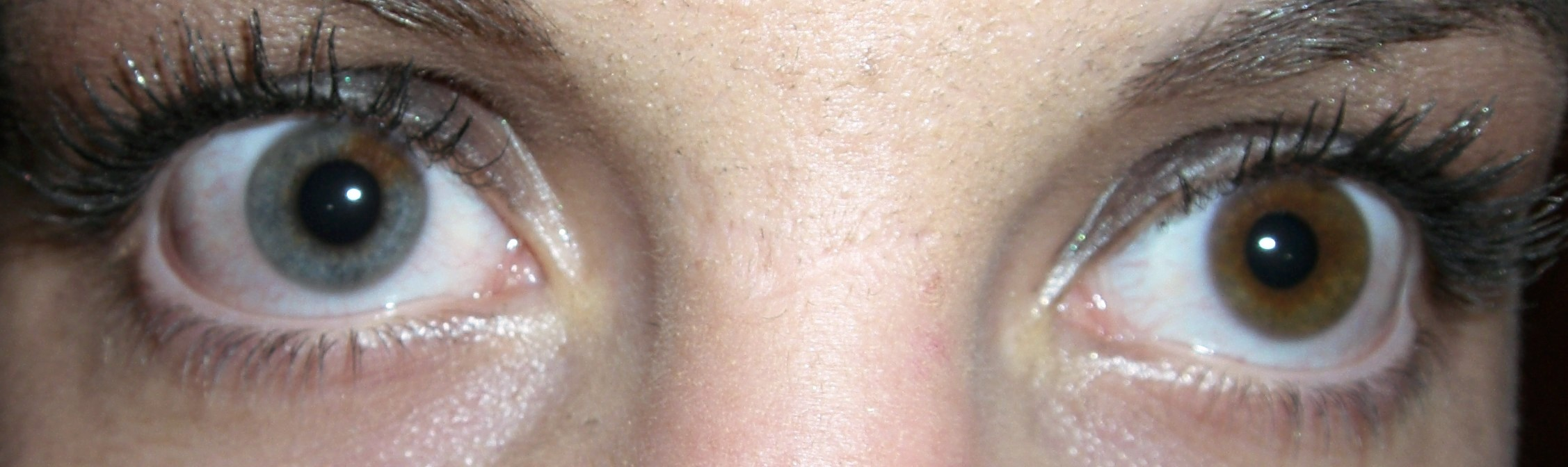
Heterochromia iridis partielle (qui peut s'interpréter comme une heterochromia iridum de l'iris droit) dans le syndrome de Waardenburg.
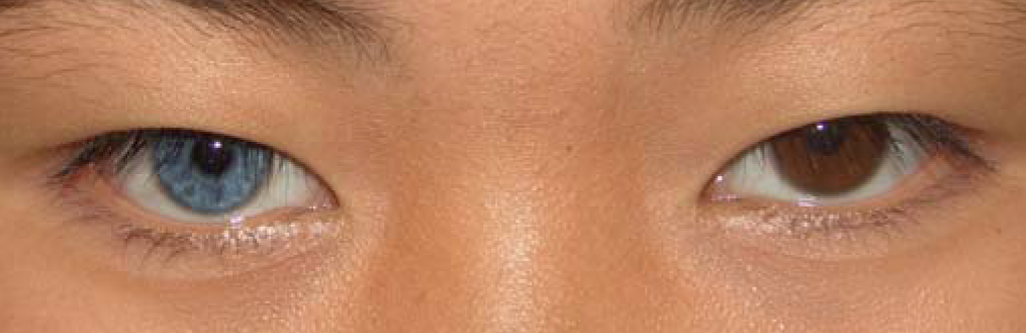
Hétérochromie entière (complete heterochromia iridis) dans le syndrome de Waardenburg.

La couleur des yeux, notamment celle de l'iris, est conçue en grande partie par la concentration et la répartition de la mélanine. Bien que ce processus lui-même ne soit pas encore entièrement compris, on sait cependant que la couleur héréditaire des yeux est déterminée par plusieurs gènes. Des facteurs environnementaux ou acquis peuvent cependant aussi altérer ces dit traits héréditaires. 
La couleur de l'iris est très variable notamment chez les mammifères, y compris humains, mais seuls deux pigments sont présents, l'eumélanine et la phéomélanine. La concentration globale de ces pigments, le rapport entre eux, la variation de la distribution des pigments dans les couches du stroma de l'iris et les effets de la diffusion de la lumière sur l'œil jouent tous un rôle important dans la conception de la couleur des yeux.

## Causes
Les causes et les origines de cette caractéristique ne sont pas bien connues ni définies. Si de nombreuses causes ont été avancées, le consensus scientifique généralement accepté est que le manque de diversité génétique soit la principale raison de l'apparition de l'hétérochromie, du moins chez les animaux domestiques, en raison de la consanguinité dont font preuve certaines races créées et élevées par l'homme.
Elle est en effet due à une mutation des gènes, qui déterminent la distribution de la mélanine au niveau de la voie 8-HTP, qui ne sont généralement corrompus qu'en raison de l'homogénéité chromosomique.
L'hétérochromie est moins courante voire rare chez l'homme, affectant par exemple environ moins de 200 000 personnes aux États-Unis et n'est pas mise en relation à une diversité génétique faible ou consanguine.

## Hétérochromie et santé
La plupart des cas d'hétérochromie sont héréditaires ou causés par des facteurs génétiques tels que le chimérisme ou d’autres mutations génétiques soudaines non-héritées d'un des deux parents ou d'un proche possédant cette caractéristique dans la lignée de la personne ou de l'animal concerné par le phénomène, et sont entièrement bénins et sans lien avec aucune pathologie. Même lorsqu’elle résulte de certaines maladies ou  syndromes, la couleur anormale des deux yeux, quelle qu'elle soit, n'affecte pas la vue des individus touchés. De fait, être atteint d'hétérochromie ou avoir les yeux vairons n'est pas un handicap car cela n'engendre aucune gêne ni aucun réel problème de vision ni de perception.
L'hétérochromie est une caractéristique de naissance qui reste à vie, bien que des traitements sous la forme de chirurgie avec implantation d'iris existent pour remédier à cela. Ces pratiques sont cependant controversées car souvent destinées et réalisées plus à des fins esthétiques que fonctionnelles et médicales.
Contrairement à une croyance répandue, les yeux clairs comme ceux de couleur bleue ne sont pas plus affectés ou sensibles que ceux de couleur foncée comme les yeux verts (qui seraient neutres) ou marron (qui seraient plus résistants). Les yeux, peu importe leur couleur, sont normalement tous aussi résistants aux rayons lumineux. La couleur des yeux est déterminée par la première couche de l'iris, mais la réceptivité de l’œil à la lumière se fait dans la seconde couche de l’iris ; c’est cette dernière qui peut être abîmée par divers facteurs, entrainant ainsi une sensibilité accrue à la lumière. Une personne atteinte d'hétérochromie possédant un œil clair et un œil foncé ne sera donc, sauf si la seconde couche de l'iris est abîmée, pas plus sensible à la lumière par son œil clair qu'avec son œil foncé[réf. nécessaire].

## Espèces concernées

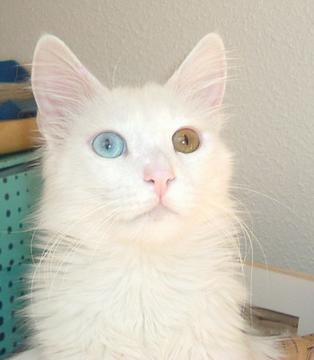
Chat angora aux yeux vairons.

Cette caractéristique n'est pas propre à l'être humain et au contraire s'observe plus fréquemment chez les animaux, notamment le chat ou le chien (ceux à marquage facial tel le Husky), mais aussi le rat domestique et le poisson rouge (principalement les formes comètes bicolores).
Cette spécificité s'observe très fréquemment chez les chats de race Bobtail japonais, Angora turc ou encore Turc de van. Parmi les chiens, dont certaines races sont connues pour avoir une incidence assez prononcée du phénomène, l'hétérochromie est surtout constatée chez les Husky (particulièrement chez les croisements de husky) aux iris habituellement clairs, et d'Alaskan Malamute aux iris généralement sombres. Le mini Aussie (mini berger australien) est également fréquemment concerné. On le rencontre aussi chez le cheval, notamment chez le Paint-horse. Le phénomène a aussi été répertorié chez certains bovins.
Si l'hétérochromie peut être de temps en temps observée chez des animaux sauvages, elle s'observe le plus couramment chez les animaux domestiques, en raison de certaines sélections des éleveurs à la création ou l'amélioration de certaines races animales qui ont souvent favorisé et augmenté le taux d'apparition de ce trait volontairement ou non.

## Dans la culture populaire

### Personnes célèbres
Les actrices Elizabeth Berkley, Mila Kunis, Kate Bosworth, Daniela Ruah, Jane Seymour et Alice Eve ont les yeux vairons. Les acteurs Dan Aykroyd et Josh Henderson ont également les yeux vairons. Le chanteur français Gérard Palaprat, Anouchka Delon, ainsi que le chanteur Tim McIlrath du groupe Rise Against ont également les yeux vairons. C'est par ailleurs le cas de la femme politique écologiste Marie Toussaint, eurodéputée, qui a une hétérochromie partielle, avec une tache brune sur l'un de ses yeux, bleus. L'actrice française France Zobda détient le record mondial des nuances, avec sept à gauche et quatre à droite. L'acteur Henry Cavill possède une hétérochromie partielle : ses deux yeux sont bleus et il possède une petite tache marron au-dessus de sa pupille gauche.
Ce trait fut souvent donné à David Bowie, à tort : s'il semblait avoir un œil noir et un œil bleu, c'est que son œil gauche avait subi une paralysie à la suite d'une blessure et était en mydriase permanente (caractéristique incluse dans le terme de l'anisocorie et à ne pas confondre avec le myosis). Cette blessure à l'œil, donnant l'impression d'un œil gauche de couleur noire due à l'augmentation de la pupille de ce dernier, aurait été causée par un coup de poing donné par un camarade de classe lorsqu'il était jeune.